# Johann Baptist Emanuel Pohl
Johann Baptist Emanuel Pohl (ur. 23 lutego 1782 w Böhmisch Kamnitz, zm. 22 maja 1834 w Wiedniu) – austriacki botanik, w latach 1817–1821 uczestnik austriackiej wyprawy do Brazylii.

## Życiorys
Johann Baptist Emanuel Pohl urodził się 23 lutego 1782 w Böhmisch Kamnitz (współcześnie Česká Kamenice) .
Po ukończeniu gimnazjum w Pradze studiował medycynę na Uniwersytecie Karola – studia ukończył w 1808 . Zainteresowany botaniką, zbierał okazy roślin i założył własne herbarium . W 1803 roku opublikował raport z wyprawy studialnej w „Regensburger Botanische Zeitung” .  1808–1810 prowadził w zastępstwie zajęcia z botaniki i historii naturalnej na Uniwersytecie Karola . 

### Wyprawa do Brazylii
1817–1821 Pohl wziął udział w wyprawie do Brazylii, zorganizowanej przy okazji podróży arcyksiężnej Marii Leopoldyny (1797–1826) – świeżo poślubionej małżonki późniejszego cesarza Brazylii Piotra II . Na statkach do Brazylii znajdowali się również inni uczeni austriaccy – botanik i entomolog Johann Christian Mikan (1769–1844), zoolog Johann Natterer (1787–1843), a także pejzażysta Thomas Ender (1793–1875) i nadworny ogrodnik Heinrich Schott (1759–1819) . Za sprawą króla Bawarii Maksymiliana I (1756–1825) do Brazylii udali się również bawarscy uczeni – Carl Friedrich Philipp von Martius (1794–1868) i Johann Baptist von Spix (1781–1826) . Po powrocie Mikana do Wiednia w 1818 Pohl, dotychczas mineralog, zaczął pracować również jako botanik wyprawy . Badał przede wszystkim prowincje Minas Gerais i Rio aż do dystryktu Ilha Grande . Wyniki swoich badań przedstawił w pracach Plantarum Brasiliae hucusque ineditarum icones et descriptiones (1827–1831) i Reise im Innern von Brasilien in den Jahren 1827–31 (1832). Manuskrypt jego pracy Repertorium botanicum zaginął .
1821–1834 Puhl sprawował funkcję kustosza kolekcji połączonych gabinetów zbiorów przyrodniczych , które utworzyły muzeum brazylijskie . 
Pohl zmarł 22 maja 1834 w Wiedniu .

## Publikacje
Lista publikacji podana za Allgemeine Deutsche Biographie :
- 1814 – Tentamen Florae Bohemiae
- 1816 – Systematischer Ueberblick der Reihenfolge der einfachen Fossilien
- 1819 – Expositio generalis anatomiea organi auditus per classes animalium
- 1827–1831 – Plantarum Brasiliae hucusque ineditarum icones et descriptiones
- 1832 – Reise im Innern von Brasilien in den Jahren 1827–31

## Członkostwa
- 1829 – członek korespondencyjny Pruskiej Akademii Nauk[5]
- 1833 – członek Niemieckiej Akademii Przyrodników Leopoldina[6]